# Turnee WTA 250
Turnele WTA 250 sunt o categorie de turnee de tenis din turul Women's Tennis Association (WTA), implementat de la reorganizarea programului în 2021. Anterior, aceste evenimente erau clasificate drept turnee internaționale WTA.
Începând cu 2021, turneele WTA 250 includ evenimente cu premii în valoare de aproximativ 250.000 USD. Câștigătoarele acestor turnee obțin 280 de puncte de clasament.
Aceasta se compară cu 2.000 de puncte obținute pentru câștigarea unui turneu de Grand Slam („major”), până la 1.500 de puncte pentru câștigarea finalei WTA, 1000 de puncte pentru câștigarea unui turneu WTA 1000 și 470 pentru câștigarea unui turneu WTA 500. Acest sistem diferă ușor de cel folosit pentru turneul ATP masculin, care are evenimente ATP Tour 250 cu 250 de puncte pentru câștigător (similar turneelor WTA 250) și  două niveluri superioare ale turneelor ATP oferă 1000 și respectiv 500 de puncte pentru câștigător.